# Jadwiga Zakrzewska
Jadwiga Teresa Zakrzewska (Płońsk; 4 de Novembro de 1950) é um político da Polónia. Foi eleito para a Sejm em 25 de Setembro de 2005 com 4972 votos em 20 no distrito de Warsaw, candidato pelas listas do partido Platforma Obywatelska.
Também foi membro da Sejm 1997-2001.